# Семядоля

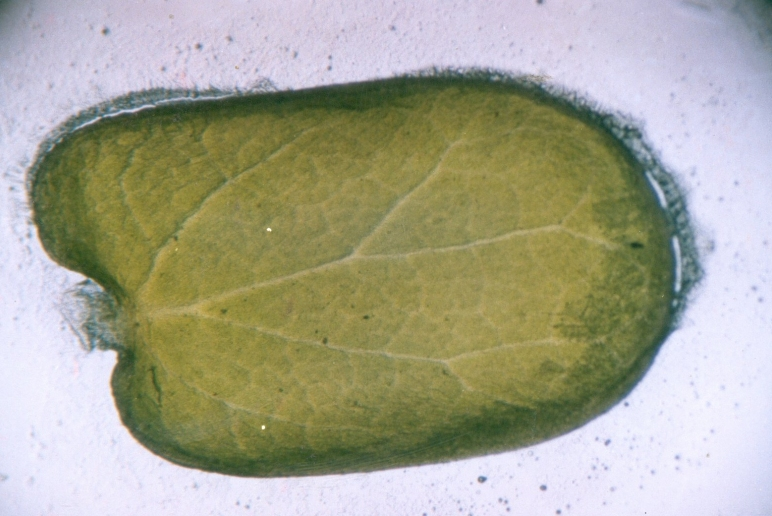
Формирование семядоли до накопления запасов видно в иудином дереве (Cercis siliquastrum)

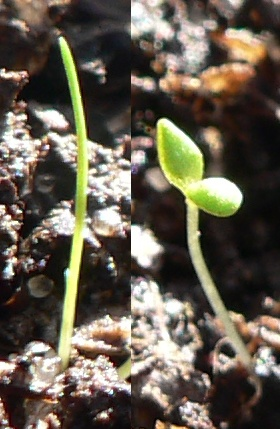
Сравнение прорастания однодольных и двудольных растений. Обратите внимание, что видимая часть однодольного ростка (слева) на самом деле является первым настоящим листом, выросшим из меристемы, сама семядоля остаётся в семени

Семядо́ля, или семенодо́ля, или заро́дышевые ли́стья, или эмбриона́льные ли́стья — (лат. cotylédon, cotyledónis, от др.-греч. kοτυληδών — «котила», «котёл», «кубок», «чаша») — часть эмбриона в семени растения. При прорастании семядоли становятся первыми эмбриональными листьями саженца. Число семядолей является одним из характерных признаков, используемых ботаниками для классификации цветковых растений (покрытосеменных). Растения с одной семядолей называются однодольными и относятся к классу Liliopsida (однодольные). Растения с двумя эмбриональными листьями называют двудольными и относят к классу Magnoliopsida (двудольные).
В случае двудольных растений, семядоли проростков которых осуществляют фотосинтез, семядоли функционально схожи с листьями. Но настоящие листья и семядоли с точки зрения развития функционально различны. Семядоли образуются в процессе эмбриогенеза вместе с корнем и меристемой побега, и поэтому присутствуют в семени до прорастания. Настоящие же листья образуются после эмбриональной стадии (то есть после прорастания) из ростка апикальной меристемы, которая отвечает за генерацию последующей воздушной части растения.
Семядоли злаков и многих других однодольных растений — это сильно модифицированный лист, состоящий из щитка и колеоптиля. Щиток является тканью в семени, которая специализируется на поглощении и хранении пищи из соседнего эндосперма. Колеоптиль является защитным колпачком, который охватывает пёрышко (предшественник стебля и листьев растения).
| Характеристика       | Однодольные        | Двудольные       |
| -------------------- | ------------------ | ---------------- |
| Структура листа      | Параллельные жилки | Сеть жилок       |
| Корни                | Волокнистые корни  | Стержневые корни |
| Ствол                | Мягкий             | Твёрдый          |
| Количество семядолей | 1                  | 2                |
| Количество лепестков | Кратно 3           | Кратно 4 или 5   |

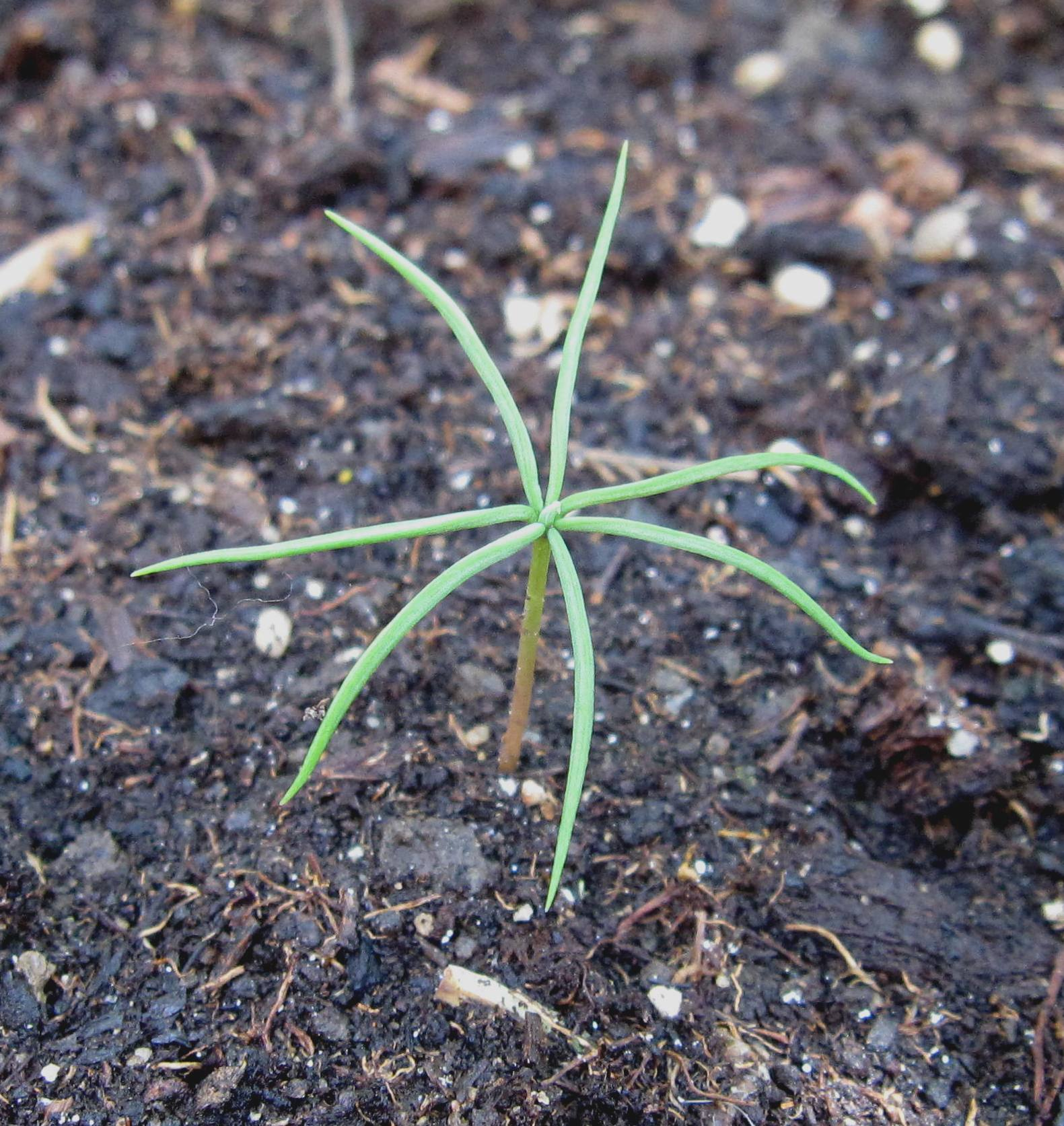
Двухнедельные семядоли псевдотсуги Мензиса

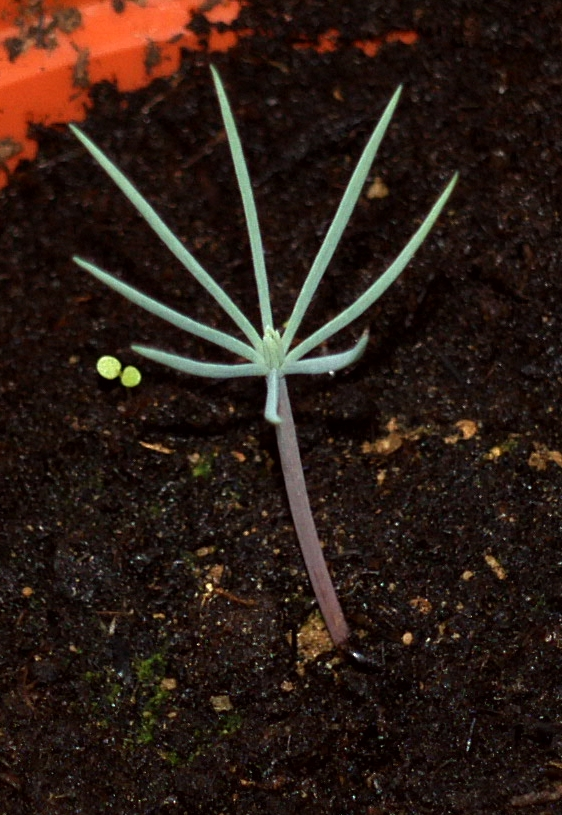
Саженец сосны алеппской с восемью семядолями

Проросты голосеменных растений также имеют семядоли, часто их количество меняется (мультисемядольность), при этом от 2 до 24 семядолей формируют завитки в верхней части гипокотиля (эмбрионального стебля), окружающие пёрышко. Внутри каждого вида часто существуют ещё некоторые изменения в количестве семядолей. Например, проросты сосны лучистой (Pinus radiata) имеют их 5—9, сосны Жеффрея (Pinus jeffreyi) — 7—13). Другие виды имеют более-менее фиксированное их число. Например, кипарис вечнозелёный всегда имеет всего две семядоли. Наибольшее известное количество семядолей — 24 — имеет пиния крупношишечная (Pinus maximartinezii) (Farjon & Styles, 1997).
Семядоли могут быть недолговечными, существующими всего несколько дней после появления всходов, или постоянными, живущими на растении год или даже больше. Семядоли содержат запасы пищи (или, в случае голосеменных и однодольных растений, имеют доступ к запасам в других частях семени). Когда эти резервы начинают использоваться, семядоли могут позеленеть и начать фотосинтез, а затем могут увянуть, когда первые настоящие листья берут на себя производство питания для растения.

## Наземное развитие против подземного
Семядоли могут быть либо наземными, осуществляющими прорастание семени и сбрасывание оболочки семени, поднимающимися над землёй, и, возможно, выполняющими фотосинтез, либо подземными, не осуществляющими прорастание, остающимися под землёй и не выполняющими фотосинтез. Последние, как правило, относятся к случаю, когда семядоли выступают в качестве органа-хранилища, как это имеет место для многих орехов и желудей.
У растений с подземным развитием семядолей в среднем значительно больше семян, чем у растений с наземным развитием семядолей. Кроме того, они способны к выживанию, если росток срезается, поскольку меристемы зародыша остаются под землёй (у растений с наземным развитием семядолей меристемы срезаются вместе с ростком). Альтернатива заключается в том, что растение должно производить либо большое количество мелких семян, либо меньшее количество семян, имеющих больше шансов выжить.
Некоторые родственные группы растений демонстрируют смешанные свойства подземного и наземного развития, даже в пределах одного семейства. К группам, которые содержат виды как с подземным, так и наземным развитием, относятся, например, семейство араукариевых хвойных южного полушария, бобовые (семейство гороховых), и род лилии.

## История
Термин семядоля придумал Марчелло Мальпиги. Джон Рей первым в 1682 г. из ботаников выяснил, что некоторые растения имеют две семядоли, а другие только одну. Со временем он первым установил огромную важность этого факта для систематики.